# Czarna (Łódźi vajdaság)
Czarna község Sieradz megyében, a Łódźi vajdaságban, Lengyelország középső részén található.
A Łódźi vajdaságban elhelyezkedő Czarna község Gmina Złoczew gminában (község) található. A megyeszékhelytől,  Sieradztól 25 kilométernyire délkeletre fekszik, Złoczewtől 3 km-nyire délkeletre fekszik. A vajdaság központjától, Łódźtól 73 km-nyire délnyugatra található.

## Fordítás
Ez a szócikk részben vagy egészben  a   Czarna, Łódź Voivodeship című angol Wikipédia-szócikk ezen változatának fordításán alapul.  Az eredeti cikk szerkesztőit annak laptörténete sorolja fel. Ez a jelzés csupán a megfogalmazás eredetét és a szerzői jogokat jelzi, nem szolgál a cikkben szereplő információk forrásmegjelöléseként.